# 양양 선림원지 승탑
양양 선림원지 승탑(襄陽 禪林院址 僧塔)은 대한민국 강원특별자치도 양양군 서면 황이리에 있는 선림원터에 세워진 승탑으로 일제시대에 파손된 것을 1965년에 복원한 것으로 기단부만 남아있으며 중간받침돌에 용과 구름 무늬가 새겨져 있다. 1966년 9월 21일 대한민국의 보물 제447호로 지정되었다.

## 개요
선림원은 해인사를 창건한 순응법사가 연 절로, 1948년 절터에서 연대가 804년으로 적힌 신라시대 범종이 나오면서 창건연대를 알 수 있게 되었다.
이 승탑은 일제강점기에 완전히 파손되었던 것을 1965년 11월에 각 부분을 수습하여 현재의 자리에 복원한 것으로 기단부(基壇部)만이 남아있다.
기단의 구조로 보아 8각을 기본으로 삼고 있는 승탑임을 알 수 있는데, 신라 때에 돌로 만든 승탑은 대부분 이러한 형태를 띠고 있다. 정사각형의 바닥돌 위로 기단의 아래받침돌·중간받침돌·윗받침돌을 올렸다. 아래받침돌은 2단인데, 아래단이 바닥돌과 한 돌로 짜여진 점이 특이하다. 윗단에는 두 겹으로 8장의 연꽃잎을 큼직하게 새기고, 그 위에 괴임을 2단으로 두툼하게 두었다. 중간받침돌은 거의 둥그스름한데 여기에 높게 돋을새김해 놓은 용과 구름무늬의 조각수법이 매우 웅장한 느낌을 준다. 윗받침돌에 2겹으로 새긴 8장의 연꽃잎은 밑돌에서의 수법과 거의 같다.
기단의 위아래를 마무리하는 수법에서 뛰어난 안정감을 보이고 있는 승탑으로, 기단 아래받침돌 밑을 크게 강조한 것은 8각형의 일반적인 승탑양식에서 벗어난 것으로 통일신라 후기에 만들어진 것임을 알 수 있다. 정확한 승탑의 건립시기는 절터에 남아있는 홍각선사비와 이 승탑이 홍각선사의 승탑인 점으로 미루어 신라 정강왕 1년(886)인 것으로 볼 수 있다.

## 현지 안내문

### 한글 설명
양양 선림원지 승탑
襄陽 禪林院址 僧塔
보물 제447호
양양 선림원지 승탑은 일제 강점기에 완전히 파손되었던 것을 1965년 11월에 각 부분을 수습하여 현재의 자리에 복원한 것이다. 탑이 만들어진 방식이나 절터에 남아 있는 다른 유적과의 관계를 고려하면 9세기 무렵에 만들어졌을 것으로 보이며, 원래의 위치는 뒷산 중턱쯤으로 추정된다. 지금은 바닥돌과 받침돌만 남아 있으나 2015~2016년 발굴 조사에서 승탑의 지붕돌로 추정되는 유물이 발굴되었다.
네모난 바닥돌 위로 밑받침돌, 가운데받침돌, 위받침돌을 두었다. 밑받침돌은 2단으로 바닥돌과 같은 돌인데, 아래는 사자 한 쌍씩을 네 면에 새겨 장식하였으며 위의 단에는 연꽃잎을 돋을새김하였다. 가운데받침돌과 위받침돌 역시 같은 돌인데 위받침돌에는 밑받침돌과 비슷한 기법으로 연꽃잎을 두 겹 큼직하게 새기고, 그 위에 몸돌받침을 두 단으로 두껍게 놓았다. 가운데받침돌은 거의 둥그스름한데 여기에 돋을새김한 용과 구름무늬는 매우 정밀하고 웅장한 느낌을 준다.

### 영문 설명
Stupa at Seollimwon Temple Site, Yangyang
Treasure No. 447
A stupa is a structure containing the remains of an eminent Buddhist monk.
This stupa is presumed to have been made in the 9th century and was originally located up in the mountain behind the current site. It is not known to whom this stupa is dedicated. It was destroyed during the Japanese colonial period (1910-1945), and its remaining parts were collected and reassembled at the current location in November 1965. The stupa currently has only its platform and four-tiered base. Through excavations conducted in 2015-2016, a roof stone that presumably belongs to this stupa was found.
The stupa’s four-tiered base stands on a square platform. The lowest tier of the base is octagonal, and a pair of lions are carved on each side. The middle tier of the base, which is the longest part, is decorated with designs of dragons and clouds, carved in relief with a highly elaborate and majestic style.

## 같이 보기
- 양양 선림원지 삼층석탑
- 양양 선림원지 홍각선사탑비
- 양양 선림원지 석등